# Гёц, Пётр Петрович
Пётр Петрович Гёц (нем. Peter Оttо von Goetze, также нем. Peter Оttо von Goeze; 17 [28] октября 1793, Ревель — 20 декабря 1880 [1 января 1881], Санкт-Петербург) — остзейский дворянин, чиновник Департамента иностранных исповеданий, финансист, переводчик и историк, почётный член Императорской Академии наук (1827). Тайный советник.

## Биография
Родился 17 (28) октября 1793 года в Ревеле в семье остзейских немцев.
С 1805 года учился в Дерптской гимназии. В 1810—1812 годах учился на богословском факультете Дерптского университета. В 1813 году получил в университете степень кандидата философии. В 1815 году поступил на службу в Дерптский ландгерихт.
После путешествия по России переселился в Санкт-Петербург и в 1817—1821 годах служил в Департаменте духовных дел Министерства народного просвещения. Сблизился с князем А. Н. Голицыным, Н. И. Тургеневым и другими выдающимися лицами. Положительно себя проявил на службе и вскоре занял видное положение в департаменте, отвечая за лютеранское отделение. Руководил составлением положения о Евангелически-лютеранской консистории России.
В 1826 году перешёл на службу в Министерство финансов к графу Е. Ф. Канкрину, который также отметил его способности и продвигал на важные посты. Гёц занимал должность чиновника для чтения публичных бумаг в Учёном комитете министерства. В бумагах Гёца сохранился отрывок труда о финансовом управлении Канкрина.
В 1829 году стал директором комиссии погашения государственных долгов.
С 1835 года — действительный статский советник.
В 1848 году Гёц был назначен управляющим комиссии погашения государственных долгов. Считался одним из лучших финансистов, отличавшимся как теоретическими познаниями, так и практическим взглядом. 
В том же году пожалован потомственным дворянством и фамильным гербом, внесённым в часть 4 Сборника дипломных гербов Российского Дворянства, не внесенных в Общий Гербовник.
В 1851 году получил чин тайного советника. В 1855 году Ростокский университет присвоил ему степень почётного доктора философии.
Вышел в отставку в 1860 году. Умер в Петербурге 20 декабря 1880 (1 января 1881) года; похоронен на Волковом лютеранском кладбище.
Его жена — Emma Pierson de Balmadis.

## Награды
На государственной службе был пожалован наградами:
- знак отличия беспорочной службы за XV лет (22 августа 1832)
- орден Святого Станислава 2-й степени (21 октября 1832)
- орден Святой Анны 2-й степени с императорской короной (23 марта 1834)
- орден Святого Владимира 3-й степени (10 сентября 1839)
- орден Святого Станислава 1-й степени (20 ноября 1842)
- знак отличия беспорочной службы за XXV лет (22 августа 1843)

## Литературная деятельность
Ещё юношей в 1813 году он перевёл на немецкий язык гимн Державина на изгнание французов, после чего опубликовал ряд стихотворений во многих из выходивших тогда немецких журналов.
Выучил сербский язык благодаря знакомству с Вуком Караджичем и в 1827 году он издал сборник переводов сербских народных песен («Serbische Volkslieder». — СПб., 1827), а в следующем году — «Stimmen des Rusischen Volks» (Штутгарт, 1828).
Гёц увлекался историей и краеведением. Ему принадлежит удостоенное Демидовской премии сочинение о рижском архиепископе Альберте Зуэрбеере «Albert Suerbeer, Erzbischof von Livland und Estland», а также «Zwölf Urkunden zur ältesten livländischen Geschichte v. 1225—37» (в «Mittheilungen aus der Livl. Geschichte», кн. VIII).
11 мая 1829 года Гёц был избран почётным членом Императорской Академии наук, а в 1840 году удостоен её золотой медали «Приносящий пользу русскому слову».
В 1882 году Г. П. Гельмерсен издал мемуары Гёца — «Александр Николаевич Голицын и его время» («Fürst Alexander Nikolajewitsch Golitzyn und seine Zeit»), в которых Пётр Петрович характеризует личность Голицына, его пиетистическое направление, деятельность в качестве министра народного просвещения и исповеданий. Он также освещает работу Библейского общества, описывает встречи с баронессой Крюденер, Шишковым, Блудовым, Аракчеевым, императором Николаем I.